# David Karney
David Karney (ur. 17 kwietnia 1968) – australijski judoka.
Brązowy medalista mistrzostw Oceanii w 2000. Trzeci na mistrzostwach Australii w 2002 roku.